# Мегабат
Мегабат (вторая половина VI в. до н. э. — после 481 г. до н. э.) — персидский флотоводец, двоюродный брат Дария I и Артаферна, из рода Ахеменидов, участник греко-персидских войн.
В 499 году до н. э. был отправлен царём Дарием командовать флотом из 200 кораблей, посланным против Наксоса по просьбе милетского тирана Аристагора. Подготовка к военной экспедиции на Наксос проводилась тайно. Официально было объявлено, что флот собирается плыть в противоположном Наксосу направлении к Геллеспонту. Однако между двумя военачальниками — Мегабатом и Аристагором, — произошла ссора. Когда флот стоял возле Хиоса, Мегабат обходил сторожевые посты на кораблях. На одном корабле он не обнаружил стражи и приказал наказать капитана этого корабля по имени Скилак, который был другом Аристагора. Когда Аристагор узнал об этом, он отправился к Мегабату и стал упрашивать его освободить Скилака. Но Мегабат отказался, и тогда Аристагор сам освободил Скилака. Тогда перс «обратил свой гнев на Аристагора». Аристагор указал, что номинально он руководит походом и персы должны ему беспрекословно подчиняться. Взбешённый Мегабат решил отомстить Аристагору и отправил на Наксос гонца сообщить островитянам о грозящем нападении. Получив предупреждение, наксосцы успели приготовиться к осаде. В результате, истратив большие средства, после 4-месячной неудачной осады персы были вынуждены возвратиться домой. Аристагор оказался в затруднительном положении. Во-первых, он не выполнил обещания брату царя Артаферну, во-вторых, ему следовало выплатить большие суммы на содержание армии, а в-третьих, ссора с родственником царя Мегабатом могла стоить ему власти над Милетом и жизни. Все эти опасения привели Аристагора к мысли поднять восстание против персов, что он и сделал в том же году.
Во время похода Ксеркса I в 480 году до н. э. Мегабат был одним из предводителей персидского флота. Геродот уточнял, что ионийским и карийским флотом командовал Ариабигн, а египетским — Ахемен. Таким образом, Мегабат командовал каким-то другим контингентом персидского флота. Дальнейшая судьба неизвестна.